# Cangrelor
Cangrelor (cu denumirea comercială Kengrexal, printre altele) este un medicament antitrombotic din clasa antiagregantelor plachetare. Este utilizat pentru a reduce riscul evenimentelor cardiovasculare trombotice. Face parte din categoria antagoniștilor direcți ai clasei P2Y12 de receptori ADP, aparținând clasei analogilor nucleotidici. Calea de administrare disponibilă este cea intravenoasă.